# Politik i Shaanxi

Shaanxis läge i Kina.

Den politiska makten i Shaanxi utövas officiellt av provinsen Shaanxis folkregering, som leds av den regionala folkkongressen och guvernören i provinsen. Dessutom finns det en regional politiskt rådgivande konferens, som motsvarar Kinesiska folkets politiskt rådgivande konferens och främst har ceremoniella funktioner. Provinsens guvernör sedan 2022 är Zhao Gang.
I praktiken utövar dock den regionala avdelningen av Kinas kommunistiska parti den avgörande makten i Shaanxi och partisekreteraren i regionen har högre rang i partihierarkin än guvernören. Sedan 2022 heter partisekreteraren Zhao Yide.
Shaanxi inrättades som provins under Qingdynastin, och föll under kommunistregeringens kontroll 1950.

## Lista över Shaanxis guvernörer
1. Ma Mingfang (马明方) maj 1949 – november 1952
2. Zhao Shoushan (赵寿山) november 1952 – juli 1959
3. Zhao Boping (赵伯平) juli 1959 – mars 1963
4. Li Qiming (李启明) mars 1963 – april 1966
5. Li Ruishan (李瑞山) april 1966 – december 1978
6. Wang Renzhong (王任重) december 1978 – februari 1979
7. Yu Mingtao (于明涛) februari 1979 – april 1983
8. Li Qingwei (李庆伟) april 1983 – december 1986
9. Zhang Boxing (张勃兴) december 1986 – september 1987
10. Hou Zongbin (侯宗宾) september 1987 – mars 1990
11. Bai Qingcai (白清才) mars 1990 – december 1994
12. Cheng Andong (程安东) december 1994 – maj 2002
13. Jia Zhibang (贾治邦) maj 2002 – oktober 2004
14. Chen Deming (陈德铭) oktober 2004 – juni 2006
15. Yuan Chunqing (袁纯清) juni 2006 – juni 2010
16. Zhao Zhengyong 	赵正永 	juni 2010 – december 2012
17. Lou Qinjian 	娄勤俭 	december 2012 — april 2016
18. Hu Heping 	胡和平 	april 2016 – januari 2018
19. Liu Guozhong 	刘国中 	januari 2018 — augusti 2020
20. Zhao Yide 	赵一德 	augusti 2020 — december 2022
21. Zhao Gang 	赵刚 	december 2022 —

## Lista över Shaanxis partisekreterare
1. Ma Mingfang (马明方) 1949 – 1952
2. Pan Zili (潘自力) 1952 – 1954
3. Zhang Desheng (张德生) 1954 – 1964
4. Hu Yaobang (胡耀邦) 1964 – 1966
5. Huo Shilian (霍士廉) 1966 – 1970
6. Li Renshan (李瑞山) 1970 – 1978
7. Wang Renzhong (王任重) 1978 – 1979
8. Ma Wenrui (马文瑞) 1979 – 1984
9. Bai Jinian (白纪年) 1984 – 1987
10. Zhang Boxing (张勃兴) 1987 – december 1994
11. An Qiyuan (安启元) december 1994 – augusti 1997
12. Li Jianguo (李建国) augusti 1997 – mars 2007
13. Zhao Leji (赵乐际) mars 2007 – december 2012
14. Zhao Zhengyong 	赵正永 	december 2012 – mars 2016
15. Lou Qinjian 	娄勤俭 	mars 2016 – oktober 2017
16. Hu Heping 	胡和平 	oktober 2017 — juli 2020
17. Liu Guozhong 	刘国中 	juli 2020 — november 2022
18. Zhao Yide 	赵一德 	november 2022 —